# Gorbaciof
Gorbaciof è un film del 2010 diretto da Stefano Incerti.

## Trama
Marino Pacileo è un uomo solitario che vive nella zona del Vasto a Napoli, un popoloso quartiere multietnico a ridosso della stazione. È soprannominato "Gorbaciof" perché, come lo statista sovietico, ha un nevo vinoso sulla fronte. L'uomo vive facendo il cassiere del carcere di Poggioreale, da cui attinge i soldi per pagare il suo vizio del gioco. Gioca a poker in una bisca nel retrobottega di un ristorante cinese; qui incontra Lila, figlia del gestore del ristorante. Gorbaciof è affascinato da Lila che spia per la strada; anche Lila è attratta da questo strano individuo dopo che egli l'ha difesa dall'aggressione di due ragazzi; nonostante le difficoltà di comunicazione (Lila non parla in italiano), i due iniziano a frequentarsi.
Gorbaciof dona al padre della ragazza una forte somma per pagare i debiti di gioco per impedire che la ragazza si debba prostituire, ma una mano sfortunata di poker mette Gorbaciof in condizione di dovere una forte somma nei confronti di un corrotto avvocato; è quindi costretto a rivolgersi ad un capoguardia del carcere che gestisce traffici illeciti per restituire il denaro al suo creditore. Questi in cambio gli chiederà di svolgere per lui alcune attività criminali. Gorbaciof progetta di fuggire da Napoli insieme a Lila ma prima dovrà portare a termine un pericoloso incarico: fare da palo durante una rischiosa rapina.
Il colpo riesce e Gorbaciof con i due complici fuggono velocemente in auto, inseguiti dalle pallottole del cassiere della banca. Ma mentre dentro l'auto si festeggia per il colpo riuscito, dalla pistola di uno dei due complici parte per sbaglio un colpo che colpisce mortalmente Gorbaciof.

## Riconoscimenti
Il film è stato presentato al Festival International du Film d'Amour de Mons 2011, dove è stato premiato con il Coup de cœur della giuria e il premio per il miglior interpretazione maschile con Toni Servillo. Ha ricevuto una candidatura ai Nastri d'argento per il migliore attore non protagonista con Geppy Gleijeses.

## Distribuzione
Il film è stato proiettato in anteprima al Festival del cinema di Venezia il 3 settembre 2010 e al Toronto International Film Festival il 14 settembre per poi essere distribuito nelle sale italiane il 15 ottobre dello stesso anno.